# 첸나이 시티 FC
첸나이 시티 FC(Chennai City Football Club)는 코임바토르를 연고로 하는 인도의 축구단이다.

## 우승
- I리그: 2018-19